# Bénaménil
Bénaménil és un municipi francès situat al departament de Meurthe i Mosel·la i a la regió del Gran Est. L'any 2007 tenia 534 habitants.

## Demografia

### Població
El 2007 la població de fet de Bénaménil era de 534 persones. Hi havia 187 famílies, de les quals 40 eren unipersonals (4 homes vivint sols i 36 dones vivint soles), 52 parelles sense fills, 79 parelles amb fills i 16 famílies monoparentals amb fills.
La població ha evolucionat segons el següent gràfic:
Habitants censats

### Habitatges
El 2007 hi havia 211 habitatges, 197 eren l'habitatge principal de la família, 2 eren segones residències i 12 estaven desocupats. 187 eren cases i 24 eren apartaments. Dels 197 habitatges principals, 156 estaven ocupats pels seus propietaris, 34 estaven llogats i ocupats pels llogaters i 8 estaven cedits a títol gratuït; 5 tenien dues cambres, 19 en tenien tres, 37 en tenien quatre i 137 en tenien cinc o més. 153 habitatges disposaven pel capbaix d'una plaça de pàrquing. A 88 habitatges hi havia un automòbil i a 89 n'hi havia dos o més.

### Piràmide de població
La piràmide de població per edats i sexe el 2009 era:
| Homes | Edats   | Dones |
| ----- | ------- | ----- |
| 0     | 95 o +  | 0     |
| 0     | 90 a 94 | 0     |
| 4     | 85 a 89 | 4     |
| 8     | 80 a 84 | 4     |
| 8     | 75 a 79 | 8     |
| 0     | 70 a 74 | 4     |
| 4     | 65 a 69 | 16    |
| 20    | 60 a 64 | 8     |
| 8     | 55 a 59 | 8     |
| 8     | 50 a 54 | 24    |
| 28    | 45 a 49 | 8     |
| 8     | 40 a 44 | 24    |
| 20    | 35 a 39 | 12    |
| 32    | 30 a 34 | 16    |
| 16    | 25 a 29 | 24    |
| 8     | 20 a 24 | 8     |
| 28    | 15 a 19 | 8     |
| 16    | 10 a 14 | 20    |
| 24    | 5 a 9   | 12    |
| 24    | 0 a 4   | 4     |

## Economia
El 2007 la població en edat de treballar era de 350 persones, 244 eren actives i 106 eren inactives. De les 244 persones actives 210 estaven ocupades (113 homes i 97 dones) i 34 estaven aturades (15 homes i 19 dones). De les 106 persones inactives 44 estaven jubilades, 37 estaven estudiant i 25 estaven classificades com a «altres inactius».

### Ingressos
El 2009 a Bénaménil hi havia 195 unitats fiscals que integraven 548 persones, la mediana anual d'ingressos fiscals per persona era de 16.215 €.

### Activitats econòmiques
Dels 22 establiments que hi havia el 2007, 1 era d'una empresa alimentària, 3 d'empreses de fabricació d'altres productes industrials, 3 d'empreses de construcció, 6 d'empreses de comerç i reparació d'automòbils, 1 d'una empresa d'hostatgeria i restauració, 2 d'empreses immobiliàries, 4 d'entitats de l'administració pública i 2 d'empreses classificades com a «altres activitats de serveis».
Dels 8 establiments de servei als particulars que hi havia el 2009, 2 eren tallers de reparació d'automòbils i de material agrícola, 2 paletes, 1 electricista, 1 perruqueria, 1 restaurant i 1 agència immobiliària.

## Equipaments sanitaris i escolars
L'únic equipament sanitari que hi havia el 2009 era una farmàcia.
El 2009 hi havia una escola elemental. Bénaménil disposava d'un col·legi d'educació secundària amb 233 alumnes.

## Poblacions més properes
El següent diagrama mostra les poblacions més properes.